# Яковлєв Альберт Михайлович
Альберт Михайлович Яковлєв (2 серпня 1938, Московська область, тепер Російська Федерація — 16 березня 2002, Москва, Російська Федерація) — радянський та російський діяч, секретар Загальної конфедерації професійних спілок СРСР, кандидат економічних наук. Народний депутат СРСР у 1989—1991 роках.

## Біографія
З 1957 року працював муляром, з 1959 року — на інженерно-технічній посадах у Головмосбуді.
Освіта вища, інженер-будівельник. Член КПРС.
З 1967 року — завідувач відділу Міністерства будівництва СРСР.
У 1970—1976 роках — на партійній роботі в Москві.
У 1976—1981 роках — начальник Головного планово-економічного управління та член колегії Міністерства будівництва СРСР.
У 1981—1987 роках — заступник міністра будівництва та промисловості будівельних матеріалів СРСР.
У 1987—1990 роках — голова ЦК профспілки робітників будівництва та промисловості будівельних матеріалів СРСР.
У 1989 році обраний народним депутатом СРСР від професійних спілок, був членом Комісії Верховної ради СРСР з питань праці, цін та соціальної політики та Комітету з питань будівництва та архітектури; координатор групи народних депутатів СРСР від профспілок та член депутатської групи «Союз». 
14 травня — 30 листопада 1990 року — секретар Всесоюзної Центральної ради професійних спілок (ВЦРПС).
30 листопада 1990 — квітень 1992 року — секретар Загальної конфедерації професійних спілок СРСР. Відповідав за контакти профспілок з Верховною радою СРСР та урядом СРСР із соціально-економічних питань.
З квітня 1992 року — секретар Загальної конфедерації профспілок (об'єднувала галузеві профцентри та профцентри СНД).
Подальша доля невідома.
Помер 16 березня 2002 року.

## Родина
Одружений, двоє дітей.

## Нагороди
- орден Дружби народів (1988)
- орден «Знак Пошани» (1981)
- медалі
- лауреат премії Ради Міністрів СРСР